# Cas José Bretón
Amb el nom de cas José Bretón o cas Ruth i José es coneixen els successos relacionats amb la desaparició i assassinat dels germans Ruth Bretón Ortiz, de sis anys, i José Bretón Ortiz, de dos, el 8 d'octubre de 2011 a la ciutat de Còrdova, Andalusia, Espanya. Tots dos van ser assassinats pel seu pare, José Bretón Gómez, i els seus cadàvers, calcinats per ell mateix, gairebé sense deixar restes identificables dels menors.
El cas va ser objecte d'una forta cobertura mediàtica, inicialment perquè el pare va assegurar que els nens van desaparèixer quan jugaven en un parc de la ciutat cordovesa mentre ell estava badant.
L' Audiència Provincial de Còrdova va condemnar finalment el 22 de juliol de 2013 José Bretón a 40 anys de presó per un doble assassinat en què es tingueren en compte com a agreujants el parentiu, la premeditació i el caràcter despietat demostrat per Bretón en l'execució dels fets. El març del 2015 la condemna es va veure rebaixada fins a un màxim de 25 anys.

## Context
El setembre del 2011 Ruth Ortiz Ramos li va comunicar al seu marit, José Bretón Gómez, amb qui tenia dos fills en comú, Ruth i José, de 6 i 2 anys, respectivament, la seva intenció de divorciar-se'n. José Bretón va concebre llavors la idea de donar mort als nens –els seus fills–, com a venjança contra la seva dona.
Finalment el dia 8 d'octubre del 2011 es va consumar el crim, quan a la vigília José Bretón va recollir a Huelva els seus fills per portar-los amb ell a Còrdova a passar el cap de setmana.

## Perfil psicològic
Se l'emmarca en la personalitat de l'eneatip 6 o subtipus social, corresponent a persones porugues que estan constantment en alerta o en estat d'hipervigilància i preocupats per coses que realment estan fora del seu control .
Els trets més característics de José Bretón serien aquesta preocupació excessiva per tot el que l'envolta, la qual hauria originat aquesta por al caos, la desorganització i el seu Trastorn Obsessiu Compulsiu (TOC). També posseïa una personalitat en la qual buscava el compromís, ja sigui a nivell sentimental o per la necessitat de pertànyer a una cosa més gran que ell, no només això, sinó que a més defensava els seus ideals aferrissadament, la qual cosa en ocasions donava lloc a episodis d'agressivitat.
Una de les seves pors més grans era perdre el suport d'aquells que ell considerava que eren el seu grup, prenent decisions dràstiques quan els esdeveniments s'escapaven del seu control (un exemple és l'intent de suïcidi que va tenir quan la seva ex-parella va trencar amb ell).
El seu TOC fou diagnosticat per un psiquiatra i s'exterioritzava amb una necessitat patològica de mantenir-ho tot escrupolosament net. Es creu que això pot derivar de la seva estada a l'Exèrcit, més específicament a la Brigada Mecanitzada, a la qual va estar destinat a Bòsnia.

## Planificació de l'assassinat
Per executar el seu pla, José Bretón va decidir que el lloc més segur seria la finca dels seus pares, situada al polígon de les Quemadas, coneguda com a Finca de Las Quemadillas, a Còrdova. Així mateix, també va decidir que la data adequada per perpetrar l'assassinat seria el dia 8 d'octubre del 2011, aprofitant que aquell cap de setmana estaria amb els seus fills.
Amb aquesta finalitat, va començar una sèrie de preparatius. Així, aprofitant que un metge psiquiatre que ja l'havia tractat anys abans, i amb qui havia consultat recentment, li havia receptat uns medicaments tranquil·litzants –un ansiolític i un antidepressiu–, anomenats Orfidal i Motivan, José Bretón va comprar el dia 29 de setembre de 2011 els medicaments esmentats en una farmàcia per, un cop arribat el moment, poder adormir i matar els seus fills fàcilment.
Així mateix, amb la intenció de, una vegada executada la seva acció letal, fer desaparèixer els cossos dels seus fills, entre els dies 5 i 7 d'octubre del 2011, José Bretón va fer recollida de llenya a la parcel·la i va adquirir combustible (gasoil) en grans quantitats en una benzinera de Huelva, comprant-ne un total 271,11 litres.
Alhora, José Bretón va anar ideant una coartada per a la desaparició dels seus fills, decidint fingir que se li havien perdut en un parc, i a fi de tenir dades que oferir sobre la suposada pèrdua dels menors, va fer una mena d'experiment amb els seus fills nebots, els fills de la seva germana Catalina Bretón i el seu cunyat José Ortega, el matí del dia 6 d'octubre del 2011, deixant-los sols uns moments quan els portava a l'escola.

## Desenvolupament dels fets
El dia 7 d'octubre del 2011, José Bretón va recollir els seus fills a Huelva i va marxar amb ells a Còrdova, on primer van estar a casa dels pares de José Bretón i posteriorment a casa de la seva germana, Catalina Bretón, on va deixar els nens. Des d'allà es va dirigir a la finca de Las Quemadillas per treure del maleter del cotxe i deixar a la finca les garrafes de combustible que havia comprat aquell mateix matí a Huelva.
Alhora, per donar millor cobertura a la simulació de pèrdua dels seus fills, Bretón els va proposar als seus germans Catalina i Rafael acudir a la tarda del dia 8 d'octubre a l'anomenada Ciudad de los Niños de Còrdova amb els seus fills respectius, encara que sense concretar completament la cita. També li va dir a la seva mare que aquell mateix dia no menjaria a casa seva perquè havia quedat amb uns amics, cosa que era falsa.
El matí del dia 8 d'octubre, José Bretón i els seus fills van anar a casa de Catalina, on Bretón va romandre amb els seus fills i nebots fins a les 13.30, mentre la seva germana i cunyat anaven a comprar a un hipermercat. Quan van tornar, el cunyat va portar José Bretón i els seus fills a recollir el cotxe a casa dels avis. Allà, José Bretón es va aturar just per fer creure la seva família que es dirigia a menjar amb uns amics.
En sortir de la casa dels seus pares, José Bretón, juntament amb els seus dos fills, es va dirigir amb el seu vehicle a la finca de Las Quemadillas, subministrant els nens durant el trajecte, o en arribar-hi, un nombre indeterminat de pastilles dels medicaments Motivan  i Orfidal per facilitar-ne l'adormiment total i/o la mort. Una vegada que van arribar a la finca, cap a les 13.48 hores del dit dia, José Bretón va telefonar de nou a la seva dona, sense que aconseguís comunicar amb ella, per la qual cosa va decidir seguir amb el seu propòsit.
Tot seguit, d'acord amb el que ja tenia previst i meditat, va preparar una mena de pira funerària els elements essencials de la qual ja tenia disposats en un lloc de la finca, entre diversos tarongers i sense visibilitat des de l'exterior, en la qual va col·locar els cossos dels seus fills (sense que es pogués determinar si ja estaven sense vida o encara no havien mort), juntament amb una taula metàl·lica amb el tauler en posició vertical, que cobria pràcticament en tota la seva longitud el cos dels menors i la pròpia pira, i va encendre una gran foguera que va avivar ràpidament gràcies a l'ús de llenya –uns 250 quilograms– i gasoil –al voltant de 80 litres, assolint temperatures de fins a 1200 °C, i aconseguint un efecte similar al d'un forn crematori. Davant la magnitud de la temperatura, les parts toves dels cossos dels nens van desaparèixer ràpidament, quedant únicament unes restes òssies. José Bretón va romandre al costat de la foguera fins a les 17.30, alimentant-la amb gasoil (accelerant) per a mantenir una elevada temperatura que permetés la total calcinació i desaparició dels cossos dels seus fills.
A continuació, José Bretón va conduir fins a l'entorn de la Ciudad de los Niños cordovesa, aparcant sobre les 18:01 a uns tres-cents metres, intercanviant missatges telefònics de missatgeria instantània en els minuts posteriors amb el seu germà Rafael Bretón, fent-li creure que estava en les proximitats del parc amb els seus fills; fent el mateix amb la seva mare, que el va trucar per telèfon des del seu domicili. Quan José Bretón va considerar que havia transcorregut un temps suficient per fer creïble la fictícia desaparició dels seus fills, va trucar de nou al seu germà Rafael, sobre les 18:18, dient-li que havia perdut els nens, realitzant altres trucades a la família, aconseguint que tant el seu germà com el seu cunyat José Ortega acudissin a la Ciudad de los Niños per iniciar la recerca.
Cap a les 18.41 hores, José Bretón va trucar al telèfon d'emergències 112 comunicant la desaparició dels seus fills, provocant la intervenció de la policia. Tot seguit va anar cap a les 20:43 a la Comissaria de Policia Nacional de Còrdova per presentar denúncia per la desaparició, donant lloc a la incoació d'un procediment judicial.
José Bretón va ser enviat a presó incondicional sense fiança el 22 d'octubre del 2011, després de l'avenç de la investigació del cas.

## Polèmica sobre les restes òssies
En un primer informe de la investigació judicial, l'antropòloga forense de la Policia Científica que va analitzar diverses restes òssies trobades a la foguera de Las Quemadillas, Josefina Lamas, va dictaminar que aquests ossos corresponien a restes d'animals, concretament a rosegadors i petits carnívors. Aquest informe va retardar substancialment la resolució del cas. La mare dels nens, Ruth Ortiz, va sol·licitar un segon informe pericial a l'antropòleg Francisco Etxeberria, qui va revelar l'existència de fragments ossis humans (que podrien correspondre a nens de dos i sis anys) en les restes de la foguera. Una tercera anàlisi efectuada per José María Bermúdez de Castro va confirmar que les restes eren humanes, el que va desembocar en la destitució de Josefina Lamas i en la conclusió de la investigació.
Ruptura de la cadena de custòdia. Durant la instrucció del cas a càrrec del jutge José Luis Rodríguez Lainz, varen sortir a la llum algunes errades en la preservació de la cadena de custòdia de les proves judicials relacionades amb les restes recollides a la foguera de Las Quemadillas. Aquestes restes varen ser enviades des de Còrdova a Madrid per a la seva anàlisi per part dels antropòlegs forenses de la Unitat de Delictes Especialitzats i Violents (UDEV).
Quan el jutge Rodríguez Lainz va trucar a declarar Josefina Lamas després de la refutació del seu informe preliminar i després que ella mateixa se'n retractés, va procedir a mostrar-li diverses imatges de les proves. Lamas ha declarat trobar a faltar la mostra número 8 a les fotografies.
La ruptura de la cadena de custòdia d'aquestes proves va ser una de les línies fonamentals de la defensa de José Bretón al judici. Serafín Castro, comissari en cap de la Unitat de Delictes Especialitzats i Violents (UDEV) en aquell moment, va declarar al judici que la mostra número 8 va poder, pel seu estat, desintegrar-se.

## Judici
El judici a José Bretón va començar el 17 de juny del 2013 a l'Audiència Provincial de Còrdova amb l'elecció del jurat popular, compost per set dones i quatre homes. A la primera jornada, varen realitzar les seves exposicions inicials el fiscal i les parts. Els dies posteriors varen declarar el mateix José Bretón, que va negar haver-los matat o subministrat pastilles, dient que donaria la vida sencera pels seus fills i que els volia amb bogeria, i la mare, Ruth Ortiz, que en una declaració rere mampara va dir que va prendre la decisió de divorciar-se perquè la seva vida era infeliç i que quan José Bretón li va comunicar la desaparició dels nens va saber que no els tornaria a veure més.
També varen declarar els treballadors de la benzinera de Huelva on Bretón va comprar el combustible que va fer servir a la foguera, els pares i germans de José Bretón –que es van negar a declarar davant del jurat–, el cunyat –que va afirmar que no creia que Bretón hagués matat als nens, però que sí que era responsable de la seva desaparició–, diversos veïns de Las Quemadillas –que van declarar haver percebut una olor desagradable de cremat, però no una columna de fum–, diversos agents de policia –que van assegurar que les proves van estar degudament custodiades i precintades–, un cosí de Ruth Ortiz que havia visitat Bretón en la seva estada a la presó preventiva –que va declarar que Bretón li havia assegurat fins a tres vegades que havia matat els nens–, els psiquiatres i psicòlegs que van avaluar Bretó –que van negar que patís algun trastorn mental– i els pèrits i forenses que van analitzar les restes òssies, que van apuntar a la seva procedència humana.
El 8 de juliol, a continuació dels informes finals presentats pel Ministeri Fiscal, l'acusació particular i la defensa, Bretón va prendre la paraula a l'última sessió del judici i es va declarar innocent dels fets que se li imputaven. Per la seva banda, la fiscal va afirmar que hi havia proves com a punys que Bretón va matar de la manera més cruel possible els nens i després va cremar els seus cossos.
El 22 de juliol el jurat va dictaminar la culpabilitat de Bretón per unanimitat, sent condemnat a 40 anys de presó (20 per cadascun dels dos assassinats).

## Recursos de la defensa
La defensa de Bretón va recórrer la sentència de l'Audiència Provincial de Còrdova davant el Tribunal Superior de Justícia d'Andalusia, fent èmfasi novament a la cadena de custòdia de les proves. El TSJA va desestimar el recurs el novembre del 2013 i va confirmar la condemna de 40 anys imposada per l'Audiència 12 Provincial.
Al març de 2015 l'Audiència Provincial de Còrdova va rebaixar la condemna inicial de 40 a 25 anys de presó a instàncies de la defensa. Bretón havia estat condemnat per tres delictes diferents (dos assassinats i una
simulació de segrest), per la qual cosa li era aplicable el que disposa el article 76 del Codi Penal.